# Винтоняк, Александр Максимович
Алекса́ндр (Оле́кса) Макси́мович Винтоня́к (20 января 1915, село Струпков, Коломыйский уезд, Королевство Галиции и Лодомерии — 9 февраля 2011, Мюнхен) — украинский историк, книгоиздатель, общественный деятель украинской эмиграции. Директор-основатель украинского издательства «Дніпрова хвиля» (1953). Автор источниковедческих исследований описания территории Украины XVIII века в трудах путешественников, а также исследований про украинских историков Богдана Крупницкого и Бориса Кентржинского.

## Биография
Родился в селе Струпков Коломойского уезда Галиции (ныне село Коломыйского района Ивано-Франковской области) в семье украинского крестьянина Максима, который погиб на фронтах Первой мировой войны, оставив жену с пятью маленькими детьми.
Олекса, чем мог, помогал своей семье и еще успевал хорошо учиться. Поэтому директор Струпковской народной школы Василий Симчук, бывший старшина Украинской армии, помогал малому Лесю в обучении. Ученические годы Олексы и проходили на Прикарпатье. Учитель-наставник Симчук помог ему поступить в Станиславовскую гимназию. Несмотря на про-польскую гимназическую атмосферу в годы обучения там, Олекса закончил её.
В 1938 году записался в Украинскую греко-католическую духовную семинарию в городе Станиславова (ныне Ивано-Франковск), где проучился год. В сентябре 1939 года состоялась западноукраинские земли были присоединены к УССР новая большевистская власть ликвидировали семинарию.
Винтоняка направили на краткие курсы учителей начальных классов, после которых он вернулся в родную школу в Струпкове, где всё ещё директорствовал Василий Симчук. Обоих украинских учителей сразу же взяли «на заметочку» структуры НКВД. Вскоре те жители Струпкова, которые принадлежали к читальне «Просвита», самыми активными были именно учителя, были занесены в список и подлежащих к высылке в Сибирь и лишь поспешное отступление Красной армии из Галиции в июне 1941 года не дало возможности осуществить карательные действия.
15 сентября 1941 года Олекса Винтоняк был арестован гестапо в Отынии, где он учительствовал в то время. После того начались его скитания тюремными застенками: Коломыи, Станиславова, Львова, Кракова (в печально известной гестаповской тюрьме «Монтелюних»). 20 июля 1942 года Винтоняка признали опасным революционером и переправили в концлагерь Аушвиц, где также находились братья Степана Бандеры - Василий и Александр. Через некоторое время его перевели в лагерь Освенцим № 2, где он работал на  каменоломнях или на строительстве тоннельного комплекса в горах. Но выстоял Олекса вплоть до 6 мая 1945 года, когда каторжан освобождали американские военные (? - Освенцим/Аушвиц освободила Красная Армия, все три площадки, т.е. либо Винтоняк был в другом лагере, либо его освободили всё-таки красноармейцы, либо он вообще в лагере не был в это время - уточните). .
В конце 1945 года, оправившись после тюрьмы, он решил посвятить себя борьбе за Украину, оставшись в Западной Германии. В 1946—1950 годы обучался в Украинском свободном университете. С 1950 года — докторант УСУ в Мюнхене по специальности история. В 1953 году основал издательство «Дніпрова хвиля» в Мюнхене. Будучи долголетним владельцем издательства и книжного магазина «Дніпрова Хвиля» он примкнул к редактированию и печати более 60 украинских книг в Германии.
Скончался 9 февраля 2011 года на 96 году жизни.

## Сочинения
- Пам’яті Богдана Кентржинського. «Український історик», 1969, № 4
- Київ 1770-х років в описі академіка Гюльденштедта. В кн.: Науковий збірник на пошану проф. д-ра О.Оглоблина. Нью-Йорк, 1977
- Церкви та монастирі в Україні в 18 ст. в описі академіка Й. А. Гюльденштедта. В кн.: Науковий збірник на пошану проф. д-ра в. Янева. Мюнхен, 1983
- Борис Дмитрович Крупницький, 1894—1956. «Український історик», 1987, № 1/4
- КЦ — Авшвіц і як гинули в ньому українські в’язні. «Діялоги: Бюлетень т-ва єврейсько-українських зв’язків в Iзраїлі», 1987, № 13/14
- Про Авшвіц і як загинув Василь Бандера. В кн.: В боротьбі за українську державу. Вінніпег, 1990
- Анатема на гетьмана Мазепу. «Український історик», 1990, № 1/4
- Україна в описах західноєвропейських подорожників другої половини XVIII століття. Львів-Мюнхен, 1995.